# Ingenio (satellite)
Pour les articles homonymes, voir Ingenio.
Ingenio (en espagnol : ingénu) ou SEOSAT-Ingenio (Satélite Español de Observación - Satellite espagnol d'observation) est un satellite d'observation de la Terre espagnol perdu lors de son lancement en 2020. Il est supervisé par l'agence spatiale espagnole INTA (Instituto Nacional de Técnica Aeroespacial).

## Description
C'est l'une des deux composantes avec le satellite d'imagerie radar PAZ (lancé en 2018) du programme gouvernemental espagnol PNOTS (Programa Nacional de Observación de la Tierra por Satélite) qui a pour objectif de disposer d'une panoplie de satellites d'observation complémentaires dans les domaines optique et radar, pour un usage civil et militaire.
Le satellite est construit par les établissements espagnols du groupe Airbus Defence and Space avec des contributions de SENER, Thales Alenia Space, CRISA et des établissements français d'Airbus. Le segment spatial est géré par la compagnie espagnole Hisdesat et le segment sol est fourni par Indra Sistemas.
Le satellite, d'une masse de 830 kg, dispose d'un instrument principal à champ large, faisant l'acquisition d'images de la terre en panchromatique et multispectral, et également d'autres instruments secondaires, dont un sondeur atmosphérique observant dans l'ultraviolet et le visible.

## Caractéristiques techniques
Ingenio est un satellite d'observation de la Terre optique de 830 kg stabilisé sur 3 axes ayant la forme d'un cylindre hexagonal. Il utilise une plate-forme AstroSat-L (également appelée AstroSat-250). Le satellite dispose de 80 kg d'ergols lui permettant de modifier sa vitesse de 200 m/s. Trois panneaux solaires déployés en orbite mais restant fixes par la suite, d'une superficie totale de 5,10 mètres carrés, fournissent 1 000 watts dont l'énergie est stockée dans des accumulateurs lithium-ion d'une capacité de 150 A-h. Les données collectées sont stockées dans une mémoire de 1 térabit et sont transmises au sol avec un débit de 280 mégabits par seconde en bande X,.

## Charge utile
La charge utile principale de Ingenio est un instrument optique assemblé par la société SENER avec comme fournisseur Thales Alenia España et INTA. L'instrument est constitué de deux caméras utilisant une optique Korsch d'une longueur focale de 3,5 mètres et avec une ouverture de 260 mm permettant chacune de couvrir une bande de 28 km de large (champ de vue de 4,5°). Chaque caméra comporte deux canaux : un canal panchromatique doté d'une résolution de 2,5 mètres utilisant deux détecteurs TDI (20 x 6 000 pixels) et un canal multispectral doté d'une résolution de 10 mètres et utilisant deux détecteurs multibandes bleu, vert, rouge, proche infrarouge (4 x 1 500 pixels). L'axe de l'instrument peut être déporté de 35° par rapport au nadir. L'instrument a une masse totale de 150 kg et consomme environ 250 watts,,.
Les autres charges utiles sont : 
- Un spectromètre ultraviolet et visible (UVAS) permettant d'effectuer des sondages de l'atmosphère terrestre et développé par le Consejo Superior de Investigaciones Cientificas (CESIS).
- Un dosimètre et spectromètre TTT (The Two Towers) utilisant différents capteurs et développé par INTA.
- Un capteur solaire Sensosol miniaturisé utilisant des microsystèmes électromécaniques (MEMS - Microelectromechanical systems) et développé par l'université de Séville.

## Déroulement de la mission
Prévu initialement fin 2016, le lancement du satellite Ingenio est reporté à 2020, par un lanceur de la classe Vega, depuis le Centre spatial guyanais. La signature du contrat pour le lancement a lieu le 17 mai 2019. Le satellite doit circuler sur une orbite héliosynchrone à une altitude de 670 km. L'heure de passage au-dessus du nœud ascendant est de 10 h 30 et le cycle est de 38 jours. Le satellite est conçu pour une durée de vie minimale de 7 ans.
Le lancement a eu lieu le 17 novembre 2020 au cours de la mission Vega VV17. Huit minutes après le lancement, la fusée a dévié de sa trajectoire et a été perdue.

### Satellites comparables
- Mohammed VI (satellite)
- PAZ